# District hospitalier de Päijät-Häme
Le District hospitalier de Päijät-Häme (finnois : Päijät-Hämeen sairaanhoitopiiri, sigle PHHYKY) est un district hospitalier de la région du Päijät-Häme.

## Municipalités pour les soins de santé
| Municipalité | Réf.  |
| ------------ | ----- |
| Asikkala     | [ 1 ] |
| Hartola      | [ 1 ] |
| Heinola      | [ 2 ] |
| Hollola      | [ 1 ] |
| Iitti        | [ 1 ] |
| Kärkölä      | [ 1 ] |
| Lahti        | [ 3 ] |
| Myrskylä     | [ 1 ] |
| Orimattila   | [ 1 ] |
| Padasjoki    | [ 1 ] |
| Pukkila      | [ 1 ] |
| Sysmä        | [ 4 ] |

## Hôpitaux
Les établissements hospitaliers de PHHYKY sont les établissements de Tays, en particulier l'hôpital central de Päijät-Häme: